# Chanel Nº 5

Flakon »Chanel Nº 5«
Eau de Parfum (1924)

Chanel Nº 5 ist ein Damen-Parfüm aus dem Hause Chanel, das die französische Modeschöpferin Coco Chanel 1921 in Paris auf den Markt brachte und das seither von dem Modeunternehmen verkauft wird.
Chanel Nº 5 ist das erste in einer Reihe von Parfüms, die das Haus Chanel über die Jahre lancierte, und gilt als der erfolgreichste Damenduft aller Zeiten. Auch heute noch ist Chanel Nº 5 weltweit in den Top 10 der meistverkauften Parfüms auf den vordersten Plätzen vertreten. Parfums Chanel schätzt, dass weltweit alle 30 Sekunden ein Flakon verkauft wird. Kreiert wurde der Duft, der sich durch eine Überdosis eines 1:1:1 Akkords der Aldehyde C-10 (Decanal), C-11 (Undecanal) und C-12 (Dodecanal) auszeichnet, von dem französischen Chemiker und ehemaligen Parfümeur am russischen Zarenhof, Ernest Beaux.

## Duft
Im Gegensatz zu den in Zeiten des Fin de Siècle gängigen Parfüms besteht Chanel No. 5 nicht aus dem Duft einer einzelnen Blume, sondern ist eine komplexe Komposition aus ursprünglich genau 31 Parfüm-Rohstoffen (Basen nicht aufgeschlüsselt), auch wenn von Chanel selbst und in der Literatur immer wieder von über 80 oder gar 250 Bestandteilen berichtet wird.
Die Kopfnote wird geruchlich vom strahlend-frischen, leicht metallisch-wachsig-rauchigen Aldehyd-Komplex C-10/C-11/C-12 (1:1:1, 0,6 %) dominiert, mit seinen typischen Anklängen an wachsige Rosenblätter und Orangenschalen. Die hespridisch-zitrusartigen Facetten werden durch Bergamottöl, Linalool und Petitgrainöl aufgenommen und unterstrichen. Die Herznote wird von den Dufteckpfeilern Jasmin, Rose, Maiglöckchen (Hydroxycitronellal), Iris-Butter und Ylang-Ylang-Öl aufgespannt. Schon in den ersten Adaptionsversuchen von Beaux’ Parfüm Bouquet de Catherine, das er noch 1912 in Russland zu Ehren der Zarin Katharina die Große entwickelt hatte und die er Chanel nun präsentierte, hatte Beaux aus Preisgründen den Anteil an echter Rosenessenz und echtem Jasminabsolut zurücknehmen müssen, da der Duft sonst unerschwinglich geworden wäre. Da Mademoiselle Chanel auf der Intensität der Jasminkomponente bestand, tat er dies mit der kommerziellen Jasmin-Base Jasmophore und einer eigenen Rosen-Base Rose E.B. (E.B. für Ernest Beaux). Nuanciert wird das blütig-blumige Herz durch Jonone (Iralia) mit ihrer pudiert-voluminösen Veilchennote, die das Iris-Thema aufgreifen und verlängern. Weitere Bestandteile sind Mairose, Neroli-Essenz und brasilianische Tonkabohnen. Würzige Akzente von Cassia und Isoeugenol setzen Spannungspunkte und leiten zum Fond der Komposition über. Ungewöhnlich ist hier für einen Damenduft die Vetiver-Note (Qualität Java), die einen maskulinen Kontrapunkt am Anfang der Basisnote setzt und so von Beaux’ Handschrift zeugt. Nuanciert wird diese Holznote durch Sandelholzöl und Patchouliöl. Vanillin, Coumarin und Storax leiten dann zum betont sinnlichen Moschus-Komplex über, der im Schlussakt der Komposition das Thema bestimmt und im Original von 1921 aus echter Moschus- und Zibet-Infusion im Zusammenspiel mit den Nitro-Moschuskörpern Moschus-Keton und Moschus Ambrette bestand, die fast unmerklich von Eichenmoos und Zimtrinde umspielt wurden. Da aus Artenschutz-Gründen etwa echter Moschus verboten und die Nitro-Moschusse wegen ihrer Phototoxizität limitiert sind, ist die Formel im Laufe der Zeit immer wieder adaptiert und an neue Sicherheits-Normen angepasst worden.

## Entwicklung des Duftes
Ernest Beaux kam Ende 1919 als einer der letzten früheren Angestellten des russischen Parfümherstellers und Hoflieferanten des Zaren, Alphonse Rallet & Co., von Moskau nach Frankreich in die Canner Niederlassung des französischen Parfümherstellers Chiris aus Grasse, der das Unternehmen Rallet gekauft hatte. Um die Formel von Beaux’ Bouquet de Catherine, das 1914 in Rallet N°1 umbenannt worden war, den französischen Parfümrohstoffen anzupassen, nahm er die Arbeit an Rallet Nº 1 in Cannes wieder auf. So entstanden Serien von Adaptionsversuchen, aus denen Coco Chanel später die Nº 5 für ihr eigenes Parfüm auswählte. Da Beaux damals bei Chiris angestellt war, bevor er 1924 zur neugegründeten Parfums Chanel wechselte, war das Mitnehmen der Formel, die eigentlich mit dem Bouquet de Catherine sogar noch auf das Unternehmen Rallet zurückging, nicht gerne gesehen. Nach den ersten Erfolgen von Chanel Nº 5 beauftragte  daher Chiris auch den Parfümeur Vincent Roubert, der Beaux’ Stelle übernommen hatte, 1926 mit einer Kopie auf Basis des ursprünglichen Bouquet de Catherine. Das Resultat war L’ Aimant (Coty, 1926), das tatsächlich anfangs den Erfolg von Chanel Nº 5 zu gefährden drohte.
In ihren Anfangszeiten als Modeschöpferin hatte Coco Chanel Parfüm noch strikt abgelehnt: „Frauen parfümieren sich nur, wenn sie schlechte Gerüche zu verbergen haben.“ Parfüms mögen für sie ein Inbegriff der Abhängigkeit gewesen sein, wie Spitze und Perlen, und so machte sie ihrem Mode-Rivalen Paul Poiret auch keine Konkurrenz, als dieser mit den Parfums de Rosine 1911 die ersten Designerdüfte auf den Markt brachte. Dies änderte sich erst mit Chanels neuem Liebhaber, dem Großherzog Dmitri, der sie mit Ernest Beaux und vermutlich auch mit dem Bouquet de Catherine, das Dmitris Schwester benutzte, bekannt machte. Im Spätsommer 1920 trafen Coco und Dmitri bei einem Ausflug nach Cannes Ernest Beaux in dessen Labor, wo er ihnen seine Werke vorstellte. Eigentlich nur als ein Weihnachtsgeschenk für ihre besten Kundinnen gedacht und zunächst auf 100 Flakons limitiert, entschied sich Chanel für die fünfte Duftprobe der zwei Serien, die Beaux präsentierte und mit 1–5 bzw. 20–24 beziffert hatte. Als dieser sie fragte, wie sie das Parfüm nennen wolle, antwortete sie: „Ich lanciere meine Kollektion immer am fünften Tag des fünften Monats, die Fünf scheint mir Glück zu bringen – daher will ich es Nº 5 taufen“. Ihr Parfüm sollte ein „Parfum für eine Frau mit dem Duft einer Frau“ sein. Als die beschenkten Kundinnen nach Nachschub verlangten, wurde Chanel Nº 5 offiziell 1922 zum Verkauf angeboten.
Coco Chanel bekämpfte zeitweise ihre eigene Duftikone, denn sie fühlte sich von ihren Geschäftspartnern Theophilus Bader und Ernest Wertheimer, denen sie 1924 mit der Gründung von Parfums Chanel alle Rechte an ihren Düften abgetreten hatte, benachteiligt. So lancierte sie mit Beaux’ Hilfe 1946 Mademoiselle Chanel Nº 1 in ihren eigenen Boutiquen, in dem statt der Aldehyd-Überdosis der Iris-Veilchen-Akkord in den Vordergrund trat. Obwohl ihr in Frankreich der Verkauf eigener Chanel-Düfte auf Betreiben ihrer Partner gerichtlich untersagt wurde, konnte sie über ihre Filialen in den USA, wo Kunden verunsichert reagierten, Wertheimer doch dazu zwingen, ihre Anteile zu erhöhen und letztlich ab 1954 so auch ihr Comeback als Couturier finanzieren.
Das Extrait Parfum von Chanel No. 5 enthält als eines der letzten Parfüms noch Jasmin und Mairose aus Chanel-eigener Produktion in Grasse, welche die blumige Herznote bilden. Das Eau de Toilette und das Eau de Parfum (1986 von Jacques Polge kreiert) unterscheiden sich in ihrer Komposition vom Extrait Parfum und werden maschinell produziert und abgefüllt. Seit 2008 gibt es eine neue, leichtere Variation, das Nº 5 Eau Première.

## Legenden um die Entstehung
Um die Entstehung des Duftes ranken sich zahlreiche Legenden, zu denen Coco Chanel und Ernest Beaux maßgeblich selbst beitrugen:
- Nach einer Legende soll die 0,6 % Überdosis des Aldehyd-Akkords auf einen Mischfehler von Beaux’ Assistentin zurückgehen, welche die Aldehyde pur statt in 10%iger Verdünnung einsetzte. Dies erscheint jedoch unwahrscheinlich, da der Rosen-Jasmin-Akkord perfekt gegen den Aldehyd-Komplex ausbalanciert ist. Es ist daher sehr wahrscheinlich, dass die Komposition das Resultat systematischer Studien ist.

- Nach einer anderen Legende hatte Beaux die Idee zu diesem Duft, als er im Russischen Bürgerkrieg von 1917 bis 1919 auf der Halbinsel Kola in der Oblast Murmansk diente und ihn der extrem frische Duft der Seen und Flüsse im Licht der arktischen Mitternachtssonne an Aldehyde erinnerte. Auch dies ist unwahrscheinlich, da Beaux selbst schon 1913 Aldehyde in seinem Duft Bouquet de Catherine eingesetzt hatte, inspiriert durch den Erfolgsduft Quelques Fleurs des französischen Parfümeurs Robert Bienaimés (1876–1960) für den Parfümhersteller Houbigant im Jahr 1912.

- Am wahrscheinlichsten ist, was Beaux’ Parfümeur-Kollegen Jean Carles [Ma Griffe (Carven, 1946)] und Edmond Roudnitska [Femme (Rochas, 1944), Eau Sauvage (Dior, 1966)][5] berichteten, nämlich dass Chanel Nº 5 eine Neuauflage von Beaux’ Bouquet de Catherine (Buket Ekaterina) bzw. Rallet Nº 1 war.[6]

## Flakon
Den schlicht-minimalistischen Glasflakon für das Parfüm Nr. 5, der in seiner achteckigen Form an den Grundriss der Place Vendôme in Paris erinnert – wo Mademoiselle im Hotel Ritz wohnte, hatte Coco Chanel selbst entworfen. Der ursprüngliche Flakon mit schmalem Flaschenhals und rundem Stöpsel war von der Glasmanufaktur Brosse nach einem Fläschchen aus dem Reise-Necessaire von Cocos verunglücktem Liebhaber Boy Chapel gefertigt worden. 1924 wurde der Flakon verbreitert und bekam einen achteckigen Stöpsel. In den 1950er und 1970er Jahren wurde der Stöpsel-Verschluss vergrößert und 1986 schließlich wieder verschmälert. Diese Flakonform wird auch für andere Parfüms aus dem Hause Chanel verwendet, beispielsweise seit 1984 für Coco. Jeder Flakon des Extrait Parfums Chanel No. 5 wird bis heute von Hand mit einem Goldschlägerhäutchen luftdicht versiegelt.

## Bekanntheit
Spätestens nach Marilyn Monroes berühmter Aussage von 1952 „Zum Schlafen trage ich nur ein paar Tropfen Chanel Nº 5“ war der Erfolg von Chanel Nº 5 nicht mehr zu bremsen und ist bis heute ungebrochen. Der klassisch-schlichte Flakon, der ein Markenzeichen des Unternehmens Chanel ist, wurde 1959 in die Dauerausstellung des Museum of Modern Art (MoMA) in New York City aufgenommen. Er war auch Thema einer Arbeit von Andy Warhol, der 1964 eine Serie von neun Serigraphien mit dem Abbild des Flakons in unterschiedlicher Farbkomposition schuf. In den 1960er Jahren trug der künstlerische Direktor von Chanel, Jacques Helleu, über groß angelegte Werbekampagnen massiv zum Erfolg des Duftes Chanel No. 5 bei. Ab 1968 fungierte Catherine Deneuve zunächst für den amerikanischen Markt als Werbegesicht für das Parfüm. 1969 entstand der erste Werbefilm für Chanel Nº 5.
Schon zwischen 1920 und 1930 lancierte Chanel weitere Düfte, die alle von Ernest Beaux stammten, darunter Chanel Nº 22 (1922) und Cuir de Russie (1924), ardenia (1925), Bois des Îles (1926). 1954 trat Ernest Beaux in den Ruhestand und Henri Robert wurde sein Nachfolger. Er kreierte für Coco Chanel Chanel Nº 19, welches an ihrem Geburtstag  (1970), ein Jahr vor ihrem Tod lanciert wurde, und Cristalle (1974). Nachfolger von Henri Robert wurde Jacques Polge, der unter anderem Coco (1984), Égoïste (1990), Allure (1996), Coco Mademoiselle (2001) und Chance (2004) komponierte.
Ab den 1970er Jahren bewarb das Haus Chanel seine Parfüms, insbesondere Chanel Nº 5, mit bekannten Gesichtern, darunter Candice Bergen, Suzy Parker, Ali MacGraw, Lauren Hutton, Carole Bouquet, Estella Warren, Nicole Kidman, Vanessa Paradis und Audrey Tautou. Letztere spielte auch die Hauptrolle in dem Film Coco Chanel – Der Beginn einer Leidenschaft (Originaltitel: Coco avant Chanel). Mit Brad Pitt stand 2012 erstmals ein Mann als Werbegesicht für den Duft Chanel No. 5 vor der Kamera.

## Trivia
Nach dem Roman Chanel Nr.5 von Bobby E. Lüthge entstand 1947 die Operette Chanel Nº 5 (Libretto: Bobby E. Lüthge, Musik Friedrich Schröder, Liedtexte Günther Schwenn). Diese wurde am 23. Dezember 1947 im Corso-Theater anlässlich dessen Wiedereröffnung uraufgeführt.